# Sceloporus lemosespinali
Sceloporus lemosespinali este o specie de șopârle din genul Sceloporus, familia Phrynosomatidae, descrisă de Guillermo în anul 2004. Conform Catalogue of Life specia Sceloporus lemosespinali nu are subspecii cunoscute.